# Plastic City
Pour plus de détails, voir Fiche technique et Distribution.
Plastic City (蕩寇, Dàngkòu) est un film chinois de Yu Lik-wai, sorti en 2008. Il a été essentiellement tourné dans la mégalopole brésilienne : São Paulo, en portugais et chinois.

## Synopsis
Liberdade, le quartier asiatique de São Paulo, est le fief de Yuda le Chinois et de son jeune bras droit, Kirin, qui règnent sur un juteux trafic de contrefaçons. Truands classieux unis par un lien quasi filial, les deux hommes voient leur empire chanceler quand les politiciens corrompus par leurs soins se retournent contre eux, alliés à une bande criminelle rivale. Tandis que Yuda affronte la prison et la justice, Kirin se bat pour le défendre, à la tête d'une armée de gamin des rues...

## Fiche technique
- Titre : Plastic City
- Titre original : 蕩寇, Dàngkòu
- Réalisation : Yu Lik-wai
- Scénario : Liu Fendou
- Image : Lai Yiu Fai
- Musique : Fernando Corona, Yoshihiro Hanno
- Pays d'origine : Chine
- Format : Couleurs - 2,35:1 - 35 mm
- Genre : Thriller
- Durée : 118 minutes
- Date de sortie : 2008

## Distribution
- Anthony Wong : Yuda
- Joe Odagiri : Kirin
- Jeff Chen
- Milhem Cortaz : Not Dead
- Phellipe Haagensen
- Yi Huang : Ocho
- Tainá Müller : Rita
- Antônio Petrin : Coelho
- Vinícius Zucatelli : reporter TV